# Contea di Charles
La contea di Charles (in inglese Charles County) è una contea dello Stato del Maryland, negli Stati Uniti. La popolazione al censimento del 2000 era di 120 546 abitanti. Il capoluogo di contea è La Plata.

## Geografia
La contea si trova nel centro-sud dello Stato. Il confine sud-est è dato dal fiume Patuxent, mentre a sud e asud-ovest scorre il fiume Potomac. La contea è collegata alla Virginia sul fiume Potomac attraverso il Governor Harry W. Nice Memorial Bridge.

### Contee confinanti
- Contea di Prince George - nord
- Contea di Calvert - est
- Contea di St. Mary - sud-est
- Contea di Westmoreland (Virginia) - sud-est
- Contea di King George (Virginia) - sud
- Contea di Stafford (Virginia) - sud-ovest
- Contea di Prince William (Virginia) - ovest
- Contea di Fairfax (Virginia) - nord-ovest

## Storia
La contea fu creata nel 1658. Fu chiamata così in onore di Charles Calvert, III barone di Baltimora.

## Comuni

### Towns
- Indian Head
- La Plata (capoluogo)
- Port Tobacco Village

### Census-designated places
- Bensville
- Bryans Road
- Bryantown
- Cobb Island
- Hughesville
- Pomfret
- Potomac Heights
- Rock Point
- Saint Charles
- Waldorf